# 中彰投

中彰投過去同屬單一行政區臺中州

中彰投地區是指台灣中部瀕台灣海峽的地區，由臺中市、彰化縣及南投縣所組成，其範圍等於台灣日治時期臺中州的轄區範圍。人口457萬人，約為五分之一的台灣人口。擁有臺中盆地的都市化地帶，其餘地區主要為製造業區域及農漁村。其以臺中市為中心，以中彰投地區一都二縣為核心的臺中都會區，為臺灣第二大都市圈。

## 地理

### 氣候
- 位於台灣海峽沿岸，呈現夏季多雨、冬季乾燥的副熱帶季風氣候。

## 交通
- 中山高速公路、 福爾摩沙高速公路